# Ricardo Domínguez Urbano-Taylor
Ricardo Domínguez Urbano (Caracas, Venezuela, 30 de marzo de 1903 - Caracas, 30 de enero de 1976) fue un empresario, urbanista y periodista venezolano.
Desde muy joven destaca en los negocios de correduría y bienes raíces, adquiriendo sus primeras nociones de urbanista gracias al contacto con su tío, Emilio Urbano-Taylor Gil, quien desarrollara El Conde. Bajo la tutela de su mentor y amigo de toda una vida, Dr. Juan Bernardo Arismendi, se inicia formalmente su incursión en el medio inmobiliario. Es así como compra parte de los terrenos de la urbanización La Florida para asociarse en la construcción del Club Victoria.  
En 1948, adquiere el diario "El Heraldo" de manos de su antiguo dueño, Sr. Angel Corao. En 1956, lanza una publicación humorística llamada "El Gavilán Colorao" en "Actualidades", junto al pintor Luis Alfredo López Méndez y el periodista Kotepa Delgado. Simultáneamente, Domínguez contribuyó con el desarrollo de la zona este de Caracas, cuyas urbanizaciones tales como La Castellana, Altamira y El Country Club ayudó a financiar junto a sus amigos Werner Heuer Lares, Luisa Heuer Lares de Dominici, Luis Roche y José Loreto Arismendi, en sociedad con Lorenzo Mendoza Fleury. 
En 1961, intentó, infructuosamente, hacer lo propio con la Hacienda Caricuao pero no pudo en virtud de un decreto de reforma agraria del Presidente Rómulo Betancourt que lo despojó a él y a su socio, Sr. Pedro Russo Ferrer, de la propiedad de dichos terrenos. Junto a su socio y amigo, Francisco Arroyo-Parejo, adquirió los terrenos del Callejón Nivaldo de la zona de Chapellín para un proyecto habitacional pero la invasión de dicha propiedad impidió su construcción.
Fue propietario y responsable de haber restaurado la vieja casona de la Hacienda Carabobo en la localidad de Turgua, Estado Miranda, la cual vende en 1973 a su amigo Sr. Pierre Barthelemy.
Falleció a los 73 años de edad de cáncer en el estómago, el 30 de enero de 1976, en su residencia de la urbanización Altamira, Caracas.
- Datos: Q7322619